# مهدی امینی‌خواه
مهدی امینی‌خواه (زاده ۱۰ مرداد ۱۳۵۳) فارغ‌التحصیل رشته بازیگری از دانشکده هنر و معماری تهران بازیگر سینما و تلویزیون ایران است.
مهدی امینی خواه فارغ‌التحصیل رشتهٔ نمایش - بازیگری در دانشگاه آزاد واحد تهران مرکز است. یکی از نقشهای او بازی در سریال تلویزیونی «مهمانی از بهشت» در ماه رمضان ۱۳۷۹ به کارگردانی «عبداله باکیده» در نقش جوانی به نام «حمید نیکخواه» است که در آن سال از شبکه دو سیما پخش و مورد استقبال بینندگان قرار گرفت.

## فیلم‌شناسی

### فیلم‌های سینمایی
| سال ساخت | عنوان فیلم         | کارگردان              |
| -------- | ------------------ | --------------------- |
| ۱۴۰۱     | مرگ خاموش          |                       |
| ۱۴۰۰     | انتخاب ویژه        |                       |
| ۱۳۹۸     | هزار سال با تو     |                       |
| ١٣٩٨     | سرزمین پرسپولیس    |                       |
| ۱۳۹۷     | پاگچی              |                       |
| ۱۳۹۶     | اینجا کجاست؟       | حسین قاسمی جامی       |
| ۱۳۹۵     | سندباد و سارا      | غلامرضا آزادی         |
| ۱۳۸۹     | فوتبالی‌ها          | عباس خواجه وند        |
| ۱۳۸۹     | انسان‌ها            | محسن توکلی            |
| ۱۳۸۹     | چگونه میلیاردر شدم | علی عبدالعلی‌زاده      |
| ۱۳۸۷     | سوگند              | شاپور قریب            |
| ۱۳۸۶     | احضار شدگان        | آرش معیریان           |
| ۱۳۸۶     | تلافی              | سعید اسدی             |
| ۱۳۸۶     | ملودی              | جهانگیر جهانگیری      |
| ۱۳۸۵     | زن بدلی            | مهرداد میرفلاح        |
| ۱۳۸۵     | قصه دل‌ها           | هوشنگ درویش پور       |
| ۱۳۸۴     | چپ دست             | آرش معیریان           |
| ۱۳۸۴     | شغال               | اصغر نصیری            |
| ۱۳۸۳     | جدا افتاده         | داوود موثقی           |
| ۱۳۸۳     | زن زیادی           | تهمینه میلانی         |
| ۱۳۸۳     | شاخه گلی برای عروس | قدرت الله صلح میرزایی |
| ۱۳۸۲     | برگ برنده          | سیروس الوند           |
| ۱۳۷۹     | شور عشق            | نادر مقدس             |
| ۱۳۷۶     | تابلویی برای عشق   | حسینعلی لیالستانی     |

### مجموعه‌های تلویزیونی
| سال  | عنوان مجموعه          | کارگردان               | توضیحات            |
| ---- | --------------------- | ---------------------- | ------------------ |
| ۱۴۰۳ | عالیجناب (رئالیتی شو) | علیرضا کریم زاده       | شبکه نمایش خانگی   |
| ۱۴۰۳ | رستگاری               | مسعود ده‌نمکی           | شبکه دو            |
| ۱۴۰۳ | شهر هرت               | محمدرضا ممتاز          | شبکه نمایش خانگی   |
| ۱۴۰۲ | مشاور                 | محمدصادق بکتاشیان      | شبکه افق           |
| ١۴٠١ | جزر و مد              | علی عبدالعلی زاده      | شبکه دو            |
| ۱۴۰۱ | راز ناتمام            | امین امانی             | شبکه یک            |
| ۱۴۰۱ | دوقلوها               | جمشید ترک بیات         | شبکه دو            |
| ۱۴۰۰ | راز یک پرونده         | شهرام قدیری            | شبکه یک            |
| ۱۴۰۰ | مستند ابوطاها         | سید ابوالفضل سنگ سفیدی | شبکه سه            |
| ۱۳۹۹ | وجدان درد             | مجید پرکار             | شبکه سلامت         |
| ۱۳۹۸ | وارش                  | احمد کاوری             | شبکه سه            |
| ۱۳۹٨ | دنگ و فنگ روزگار      | جواد مزد آبادی         | شبکه یک            |
| ۱۳۹۶ | محکومین               | سید جمال سید حاتمی     | شبکه یک            |
| ۱۳۹۶ | هیچ‌کاره               | سید میلاد بنی طبا      | شبکه استانی اصفهان |
| ۱۳۹۶ | نفس شیرین             | سیامک خواجه وند        | شبکه سه            |
| ۱۳۹۵ | در قصه‌ها زندگی می‌کنند | داود بیدل              | شبکه دو            |
| ۱۳۹۴ | شهر من شیراز          | محمد بنایی             | شبکه دو            |
| ۱۳۹۳ | گذر از رنج‌ها          | فریدون حسن پور         | شبکه یک            |
| ۱۳۹۲ | بگو که هستم           | اکبر منصورفلاح         |                    |
| ۱۳۹۱ | راه رفتن روی خطوط     | علیرضا امینی           | شبکه یک            |
| ۱۳۹۰ | دختری به نام آهو      | قدرت‌الله صلح‌میرزایی    | شبکه پنج           |
| ۱۳۹۰ | پنجره                 | قدرت‌الله صلح‌میرزایی    | شبکه پنج           |
| ۱۳۸۹ | تلنگر                 | محمد درمنش             | شبکه یک            |
| ۱۳۸۹ | عمارت پدری            | اکبر منصور فلاح        | شبکه پنج           |
| ۱۳۸۹ | عملیات ۱۲۵ (فصل دوم)  | محمدرضا آهنج           | شبکه پنج           |
| ۱۳۸۷ | منظومه آتش            | مرتضی متولی            | شبکه یک            |
| ۱۳۸۷ | هویت                  | مهدی ودادی             | شبکه سه            |
| ۱۳۸۷ | خط‌شکن                 | مسعود تکاور            | شبکه پنج           |
| ۱۳۸۶ | قاب‌های خالی           | مرتضی احمدی هرندی      | شبکه دو            |
| ۱۳۸۵ | گلریزان               | مسعود رشیدی            | شبکه یک            |
| ۱۳۸۵ | به خاطر من            | اکبر منصورفلاح         | شبکه دو            |
| ۱۳۸۴ | برای آخرین بار        | اکبر منصورفلاح         | شبکه پنج           |
| ۱۳۸۳ | مردان کوچک            | اکبر منصورفلاح         | شبکه دو            |
| ۱۳۸۴ | باران بهاری           | مسعود رشیدی            | شبکه یک            |
| ۱۳۸۳ | هنگامه                | مجید جوانمرد           | شبکه یک            |
| ۱۳۸۲ | شهر باران             | سیدجواد هاشمی          | شبکه دو            |
| ۱۳۸۱ | نقش بر آب             | عبدالله باکیده         | شبکه یک            |
| ۱۳۸۱ | آبی مثل دریا          | ابوالقاسم معارفی       | شبکه پنج           |
| ۱۳۸۰ | روشنایی دشت           | عبدالله باکیده         | شبکه دو            |
| ۱۳۸۰ | نفس سنگ               | احمد بخشی              | شبکه پنج           |
| ۱۳۷۹ | جوان امروز            | یوسف سیدمهدوی          | شبکه سه            |
| ۱۳۷۹ | نیستان                | حسین مختاری            | شبکه سه            |
| ۱۳۷۹ | خورشید و ماه          | مهدی حسینی‌وند          |                    |
| ۱۳۷۹ | مهمانی از بهشت        | عبدالله باکیده         | شبکه دو            |
| ۱۳۷۹ | کژدم ۳۳               | مهدی شمسایی            | شبکه سه            |
| ۱۳۷۹ | همسفر                 | قاسم جعفری             | شبکه سه            |
| ۱۳۷۸ | تنگنا                 | نادر مقدس              |                    |
| ۱۳۷۷ | راه سوم               | قاسم جعفری             | شبکه سه            |